# فردا ۱۰۹۳
سیارک ۱۰۹۳ (به انگلیسی: 1093 Freda، نامگذاری:1925LA) هزار و نود و سومین سیارک کشف شده‌است که در ۱۵ ژوئن ۱۹۲۵ و در الجزیره کشف شد.
قدر مطلق سیارک برابر ۸٫۸۳ است.